# Kispoko
Kispoko (Kiscopocoke, Kispokotha, Spitotha), jedna od pet izvornih plemenskih skupina Shawnee Indijanaca. Zajedno s Hathawekelama i Piquama 1845. premješteni su ili su odselili na Indijanski teritorij (današnja Oklahoma), gdje će se nastaniti uz rijeklu Canadian, i postat poznati pod zajedničkim imenom Absentee Shawnee.
Najpoznatiji pripadnici bili su Pucksinwah (Tecumsehov otac), Tecumseh i Tenskwatawa (Otvorena vrata).